# Teratosphaeria altensteinii
Teratosphaeria altensteinii är en svampart som beskrevs av Crous 2008. Teratosphaeria altensteinii ingår i släktet Teratosphaeria och familjen Teratosphaeriaceae.   Inga underarter finns listade i Catalogue of Life.